# Islamabad
Islamabad (اسلام آباد) is de hoofdstad van Pakistan. De stad is gelegen in het Hoofdstedelijk Territorium Islamabad en er wonen 1.014.825 mensen in de stad zelf (2017). De stad ligt in het noordoosten van het land, zuidelijk van het Margallagebergte in de provincie Punjab. De stad heeft hete zomers met moessonregens in juli en augustus. De winters zijn koud met soms temperaturen onder nul in de maanden december tot februari.
Vanaf de onafhankelijkheid tot 1958 was Karachi de hoofdstad van het land. Aangezien de regering een meer centrale locatie voor ogen had voor de nationale hoofdstad werd besloten een nieuwe hoofdstad te bouwen op een meer centrale plek met meer toekomstperspectief qua uitbreiding.
Toen Mohammed Ayub Khan president van Pakistan werd in 1958 begon men met de planning en bouw van de nieuwe stad ten noorden van Rawalpindi, de tijdelijke nieuwe hoofdstad van Pakistan. In de jaren 80 startte de groei van de stad en met name in de jaren 90 groeide de bevolking sterk, waardoor verdere stadsuitbreiding nodig was. In Islamabad zijn onder meer het paleis van de president, het hooggerechtshof en het parlement gevestigd. Ook herbergt het de Quaid-e-Azamuniversiteit en vele andere instellingen.

## Stedenbanden
- Abu Dhabi (Verenigde Arabische Emiraten)
- Amman (Jordanië)
- Ankara (Turkije)
- Frankfurt (Duitsland)
- Keulen (Duitsland)
- Parijs (Frankrijk)
- Peking (China)
- Sydney (Australië)

## Overleden
- Feroze Khan (1904-2005), hockeyer